# Dicranoptycha septemtrionis
Dicranoptycha septemtrionis là một loài ruồi trong họ Limoniidae. Chúng phân bố ở miền Tân bắc.